# Кафе служниць

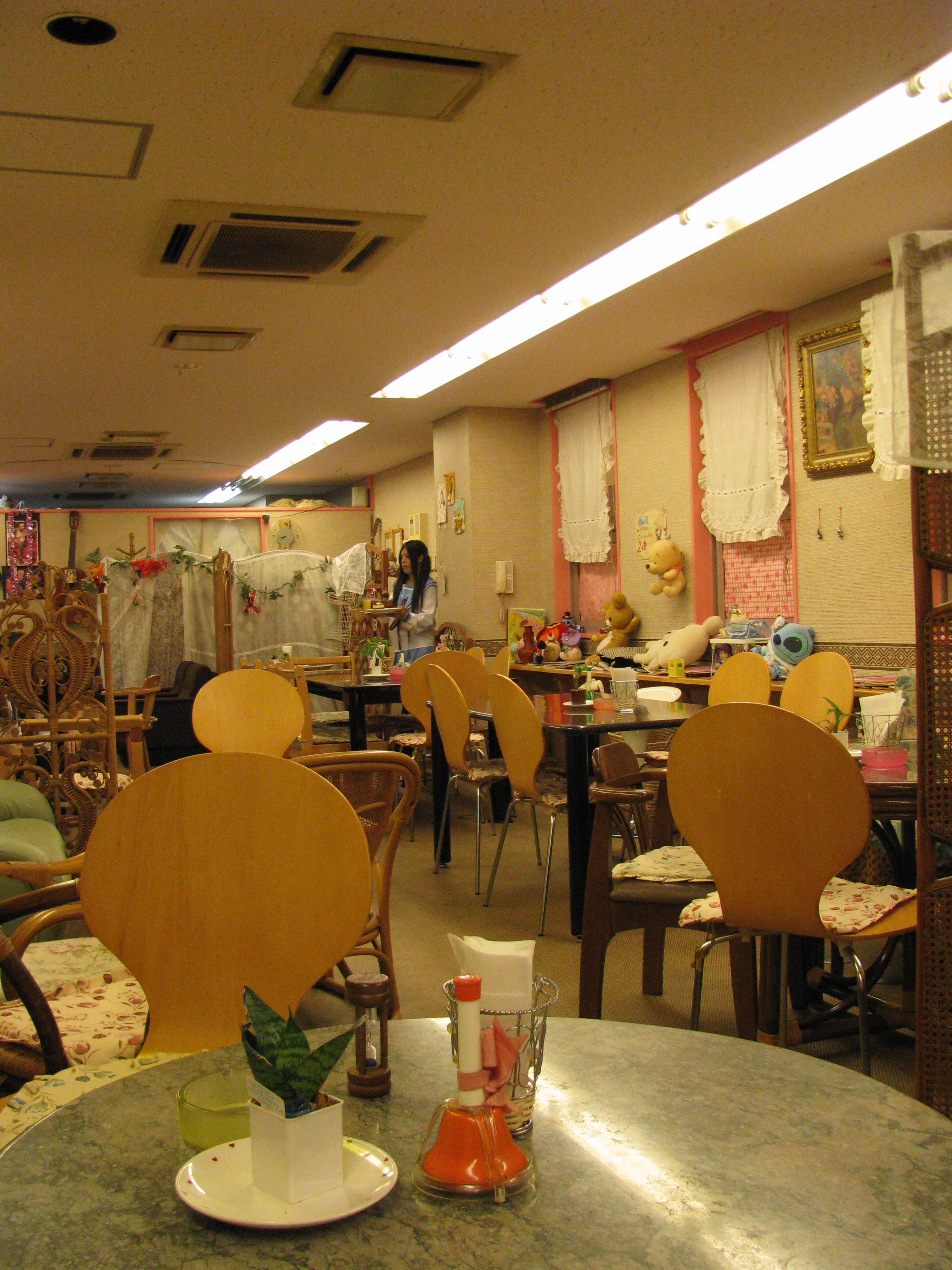
Інтер'єр кафе служниць в Осаці

Кафе служниць або мейдо-кафе (яп. メイド喫茶 / メイドカフェ, від англ. maid cafés) — поширений здебільшого в Японії різновид косплей ресторанів. У цих кафе офіціантки одягнуті у вбрання покоївок і обслуговують відвідувачів як служниці своїх господарів і господинь у приватних оселях. Перше постійне кафе служниць під назвою Cure Maid Café розпочало роботу у кварталі Акіхабара (Токіо) в березні 2001 року, але відтоді вони ставали все більш популярними. Зі зростанням їхньої кількості, підвищена конкуренція примушувала їх шукати досить незвичні способи привабити клієнтів. Цей різновид кафе поширився також і на інші країни: Китай, Південну Корею, Тайвань, Таїланд, Австралію, Угорщину, Чехію, Францію, Нідерланди, Мексику, Канаду і США.

## Вбрання і вигляд

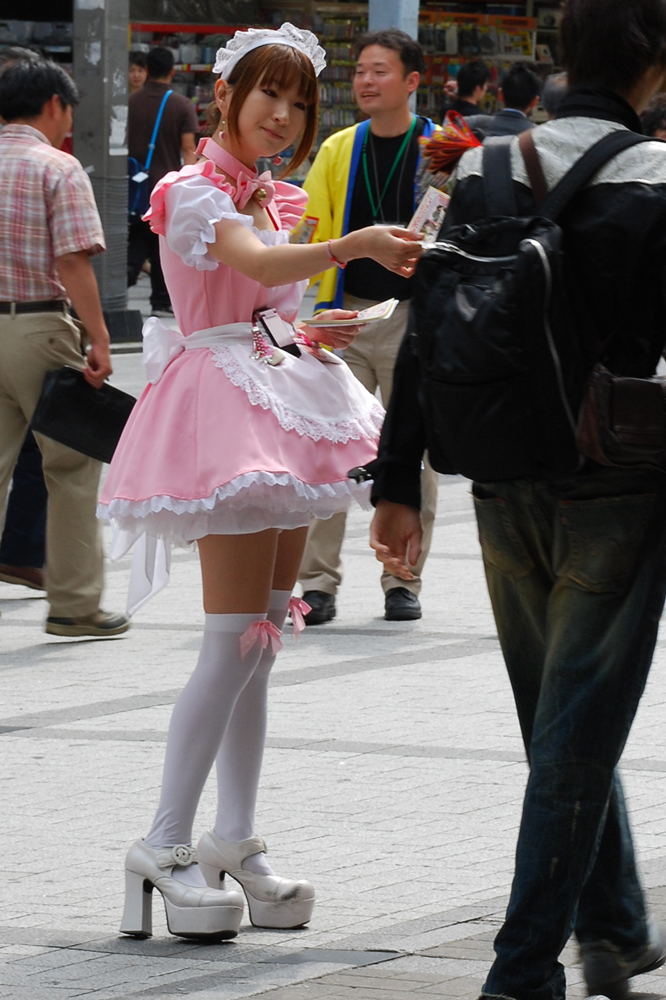
Дівчина у вбранні покоївки поширює флаєри в Акіхабарі

Вбрання покоївок різняться в різних кафе, але більшість із них беруть за основу вбрання французьких покоївок, яке складається зазвичай із сукні, нижньої спідниці, фартуха, панчіх, а волосся прикрашають рюшами або бантами. Часто також офіціянтки вдягають на себе костюми героїв аніме. Часом також додають до своєї зачіски вуха тварин.
До цих кафе офіціянток підбирають переважно за критеріями зовнішності, — це повинні бути молоді привабливі жінки, які створюють враження безневинності. Часом під час прийому на роботу роботодавці перевіряють, чи дівчина зможе адекватно увійти в роль персонажа, якого вона буде зображувати за допомогою косплея. Щоб не зруйнувати атмосферу костюмованої гри, роботодавці можуть в контракті прописати пункт, який зобов'язує працівниць зберігати в таємниці свої особисті дані й не з'являтись перед клієнтами у звичайному одязі.
Деякі мейд-кафе наймають на роботу чоловіків, які вдягають на себе вбрання покоївок.

## Клієнти
Спочатку функцією кафе служниць було задовольняти фантазії чоловіків отаку, які є прихильниками аніме, манґи та відеоігор. Такий потяг чоловіків отаку до персонажів популярної культури виражається через поняття мое. Люди, які захоплені фетишами мое (особливо спеціальним їх різновидом під назвою служниці мое), прагнуть потрапити в середовище, де вони можуть поспілкуватися з уособленням свого улюбленого персонажа в реальному житті. Кафе також можуть наймати на роботу цундере, які є різновидом феномену мое і являють собою персонажів, що спочатку ведуть себе прохолодно і вороже, а вже потім теплішають і стають приязними.
Десь у 2003–2004 роках кафе служниць набули більшої поширеності і популярності в Японії коли культура отаку стала частиною мейстріму. Відтоді теми і послуги цих ресторанів стали більш різноманітними, але переважно залишаються пов'язаними з аніме і відеоіграми. Сьогодні кафе служниць приваблюють не лише чоловіків отаку, але також подружжя, туристів і жінок.

## Меню
Більшість з цих кафе пропонують меню, яке схоже на асортимент звичайних кафе. Клієнти можуть замовити каву, інші напої, а також багато різних закусок і десертів. Однак офіціянтки можуть вишукано прикрасити замовлення за столом клієнтів. Зазвичай за допомогою спеціального кетчупу вони прикрашають популярну закуску омурайсу (рис із омлетом). Це посилює образ офіціянтки як безневинної, але турботливої служниці.

## Ритуали, етикет і додаткові послуги
Багато кафе пропонують численні ритуали і додаткові послуги. Служниці вітають клієнтів словами: "Ласкаво просимо додому, господарю (господине)" (яп. お帰りなさいませ、ご主人様！, Okaerinasaimase, goshujinsama) і пропонують їм рушники для витирання та меню. Можуть також стати на коліна перед столиком, щоб розмішати вершки або цукор у каві клієнта. Деякі кафе навіть пропонують годування клієнтів з ложечки. Все більше кафе служниць за додаткову плату пропонують такі послуги як чищення вух, масаж ніг, рук або спини (за умови, що клієнти залишають повністю вдягненими). Часом клієнти мають змогу зіграти в камінь-ножиці-папір або ж якусь із картярських, дошкових чи відео ігор. Служниці можуть також створювати якісь ремісничі вироби і співати караоке.
Клієнти повинні дотримуватись простих правил, коли відвідують кафе служниць. Один з токійських закладів цього типу нещодавно опублікував список з десяти таких правил. Наприклад, клієнти не мають права торкатися тіла служниці, питати служницю про її особисту інформацію, або ж якимось іншим чином порушувати її особисте життя (займатися т. зв. сталкінгом). Заборонено фотографувати служниць та інтер'єр кафе, але за додаткову плату можна сфотографуватись разом із служницею. Служниця навіть може сама прикрасити цю фотографію.